# یویچی ناکامورا (صداپیشه)
یویچی ناکامورا (انگلیسی: Yuichi Nakamura; ۲۰ فوریهٔ ۱۹۸۰ – ) مجری رادیو، صداپیشگی در ژاپن، و بازیگر اهل ژاپن بود. وی از سال ۲۰۰۱ میلادی تاکنون مشغول فعالیت بوده‌است.